# Nectria desmazieri
Nectria desmazieri är en svampart som beskrevs av De Not. & Becc. 1863. Nectria desmazieri ingår i släktet Nectria och familjen Nectriaceae.   Inga underarter finns listade i Catalogue of Life.